# Roldani Baldwin
Roldani Baldwin (Puerto Plata, 16 de marzo de 1996) es un receptor dominicano de béisbol profesional que pertenece a la organización de los Boston Red Sox.

## Carrera profesional
El 25 de noviembre de 2013, Baldwin firmó con la organización Boston Red Sox como agente libre internacional. Hizo su debut profesional con los Medias Rojas de la Liga Dominicana de Verano en 2014, bateando .269 en 65 juegos.
En 2015, Baldwin dividió la temporada entre los Medias Rojas GCL de nivel novato y los Low-A Lowell Spinners , recortando .288 / .359 / .399 en 50 juegos entre los dos equipos. La temporada siguiente, Baldwin dividió el año entre Greenville Drive Single-A y Lowell, acumulando una línea de bateo de .266 / .305 / .372 con 4 jonrones y 37 carreras impulsadas. En 2017, Baldwin regresó a Greenville, registrando un corte de .274 / .310 / .489 con máximos personales en jonrones (14) y carreras impulsadas (66). Para la temporada 2018, Baldwin jugó para los Medias Rojas de Salem High-A , cortando .233 / .282 / .371 con 7 jonrones y 27 carreras impulsadas. Baldwin solo apareció en 8 juegos entre Lowell y los Medias Rojas de la GCL en 2019, y se perdió gran parte del año por una fractura de tobillo.
Baldwin no jugó en un juego en 2020 debido a la cancelación de la temporada de ligas menores debido a la pandemia de COVID-19. Fue asignado a los Portland Sea Dogs Double-A para comenzar la temporada 2021.

## Carrera internacional
Baldwin fue incluido en el equipo nacional de béisbol de República Dominicana para Béisbol en los Juegos Olímpicos de Verano de 2020, disputados en Tokio en 2021.